# Zollikon
Zollikon est une commune suisse du canton de Zurich.

Photo aérienne (1967).

## Personnalités
- Eugen Bleuler, psychiatre suisse, y est né en 1857.
- Ivan Iline, philosophe russe, y vécut jusqu'à sa mort (1954).
- Maria Waser, écrivain, y est morte en 1939.
- Hermann Wlach, acteur autrichien, y est mort en 1962.

## Culture et patrimoine

### Héraldique
| Blason | Blasonnement : Tranché d'azur à l'étoile d'or et d'argent à la bande de gueules. |

## Transport
La ville est desservie par le S-Bahn de Zurich.

## Galerie

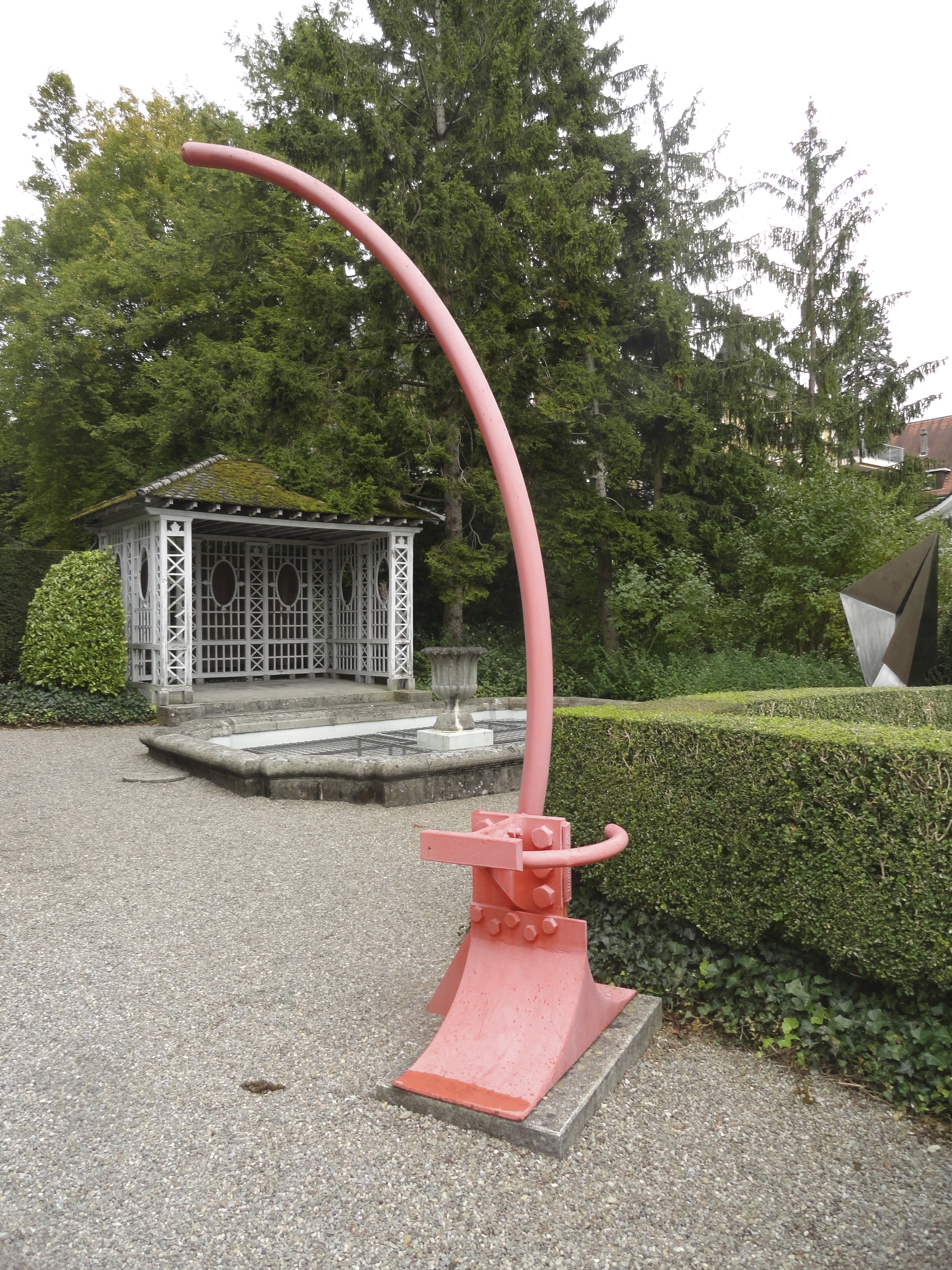
Bernhard Luginbühl : ...
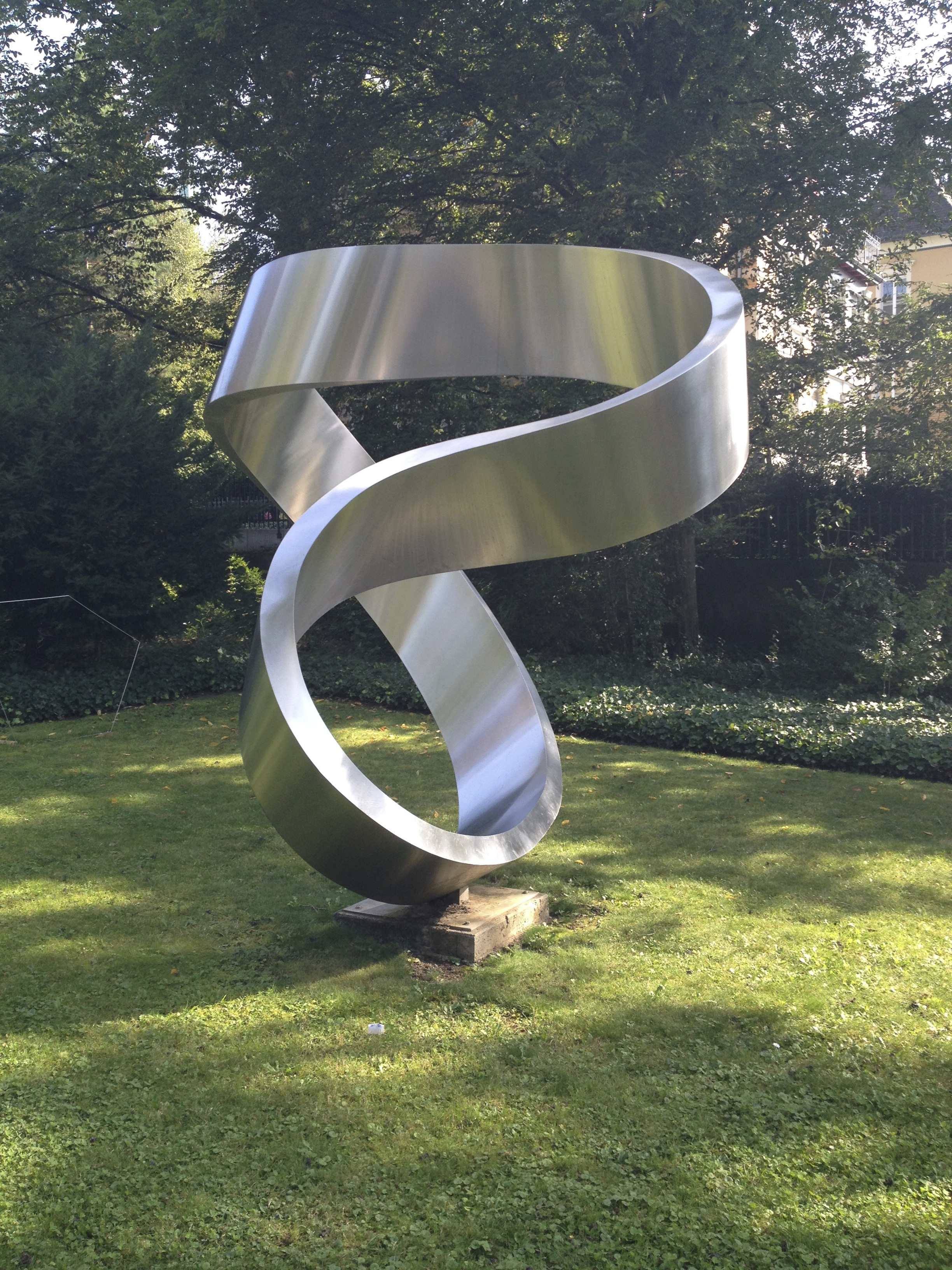
Josef Staub : Roi.
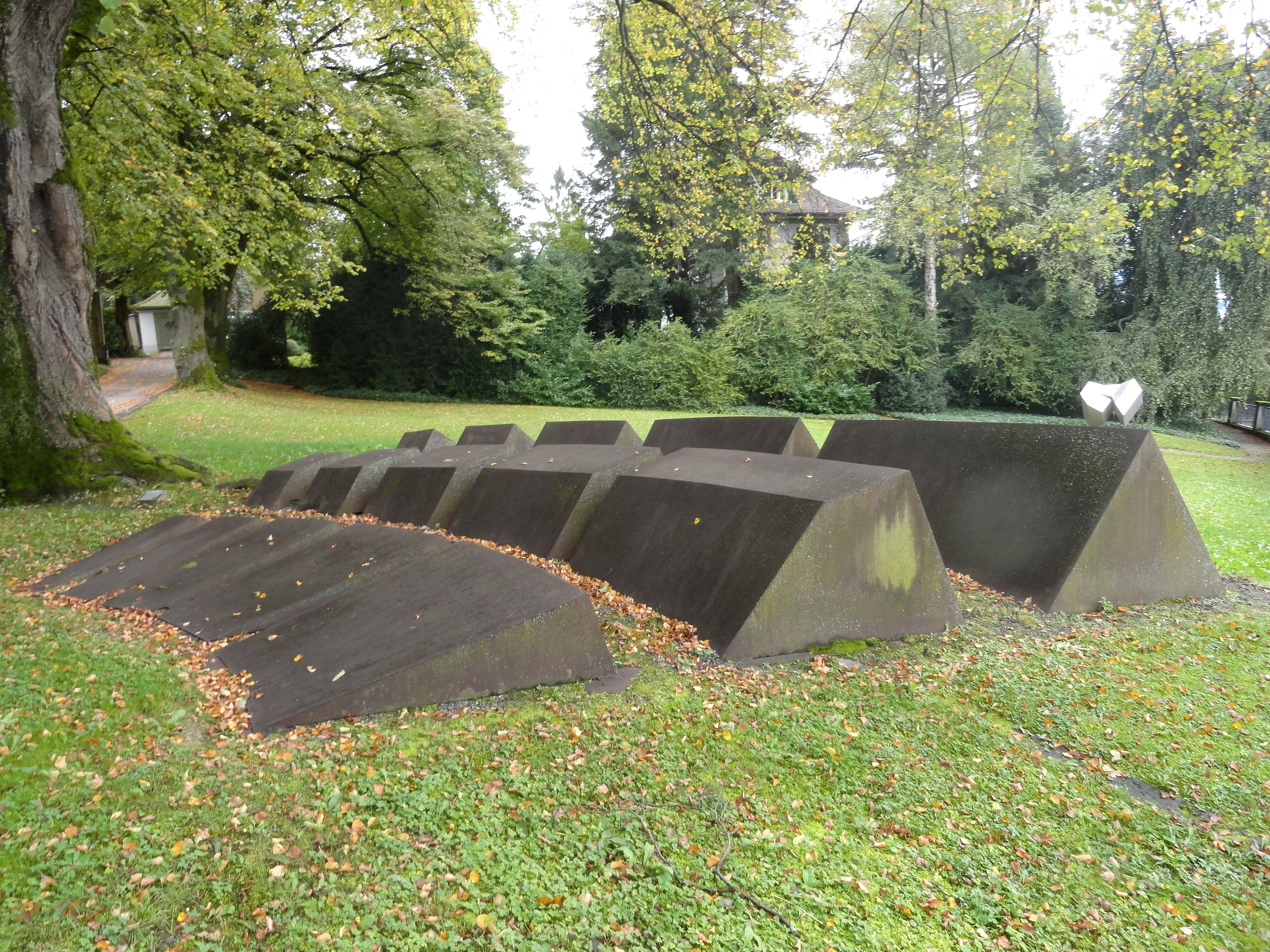
Gillian White : Sphère compartiments.
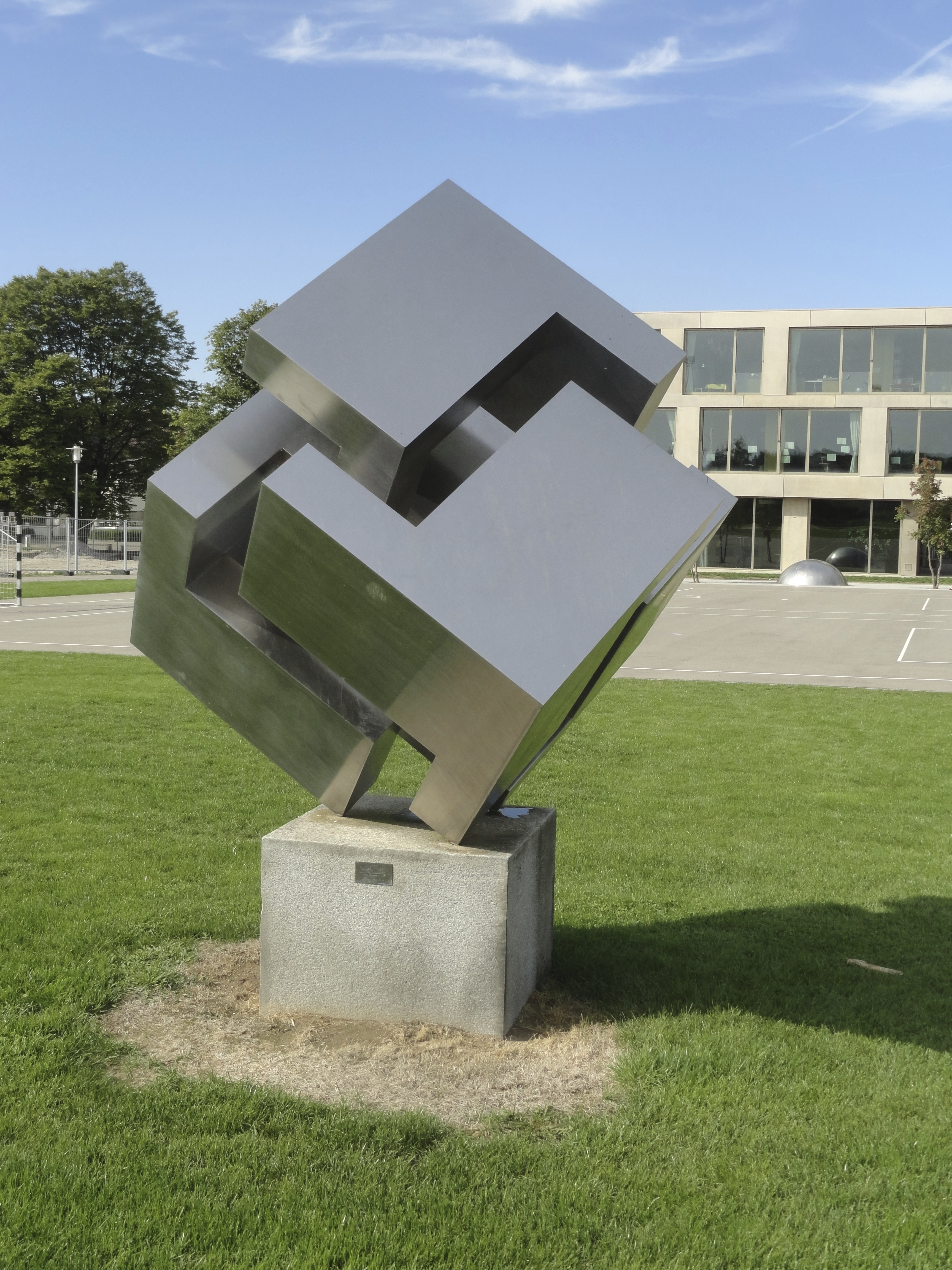
Carlo Vivarelli : Quatre coins et convexes concaves quatre, Park Schulanlage Oescher.
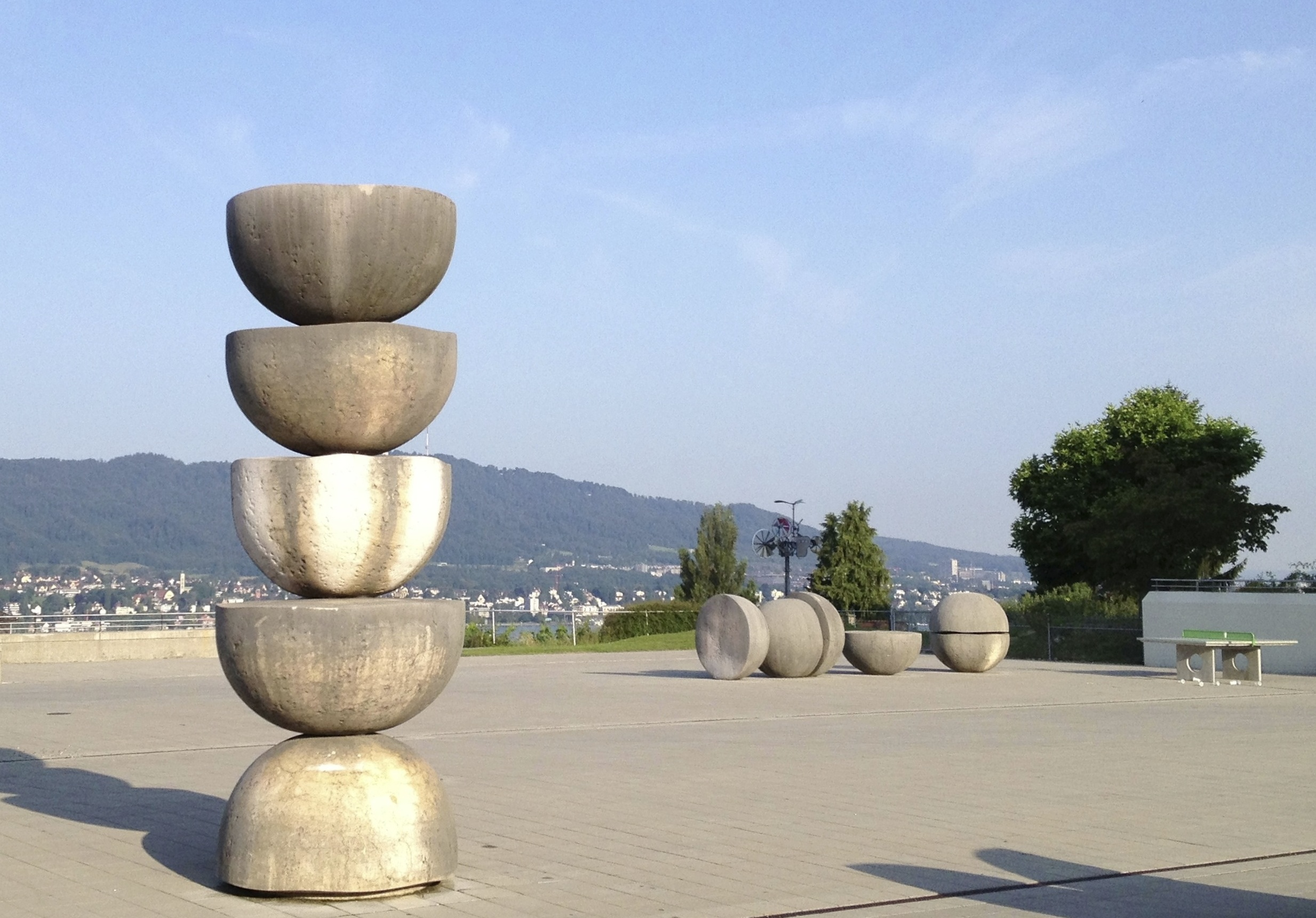
Paul Agustoni : Construire et participer, Buchholzhügel.
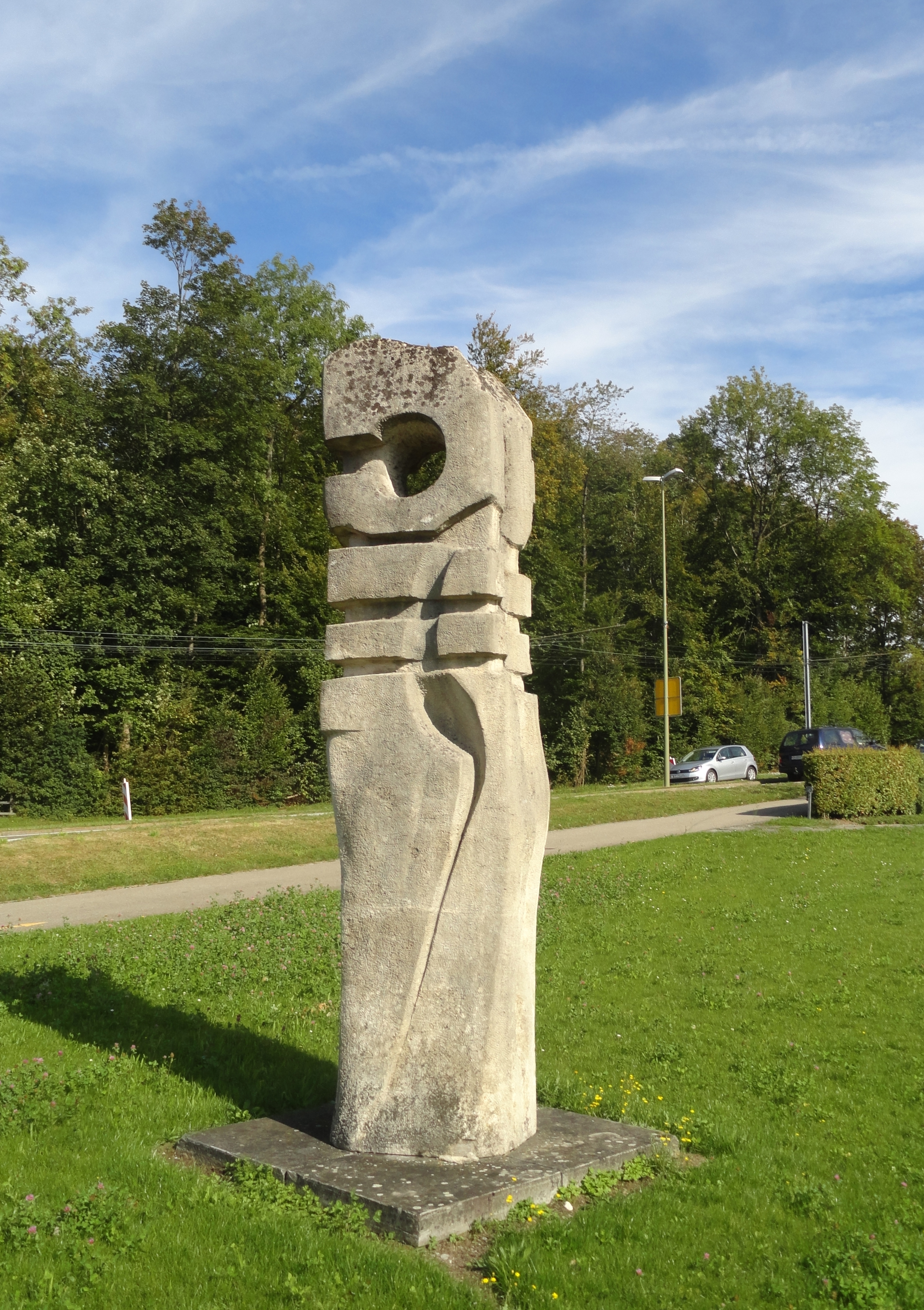
Yasuo Mizui : Clef au ciel ; Bergstrasse/Forchstrasse.
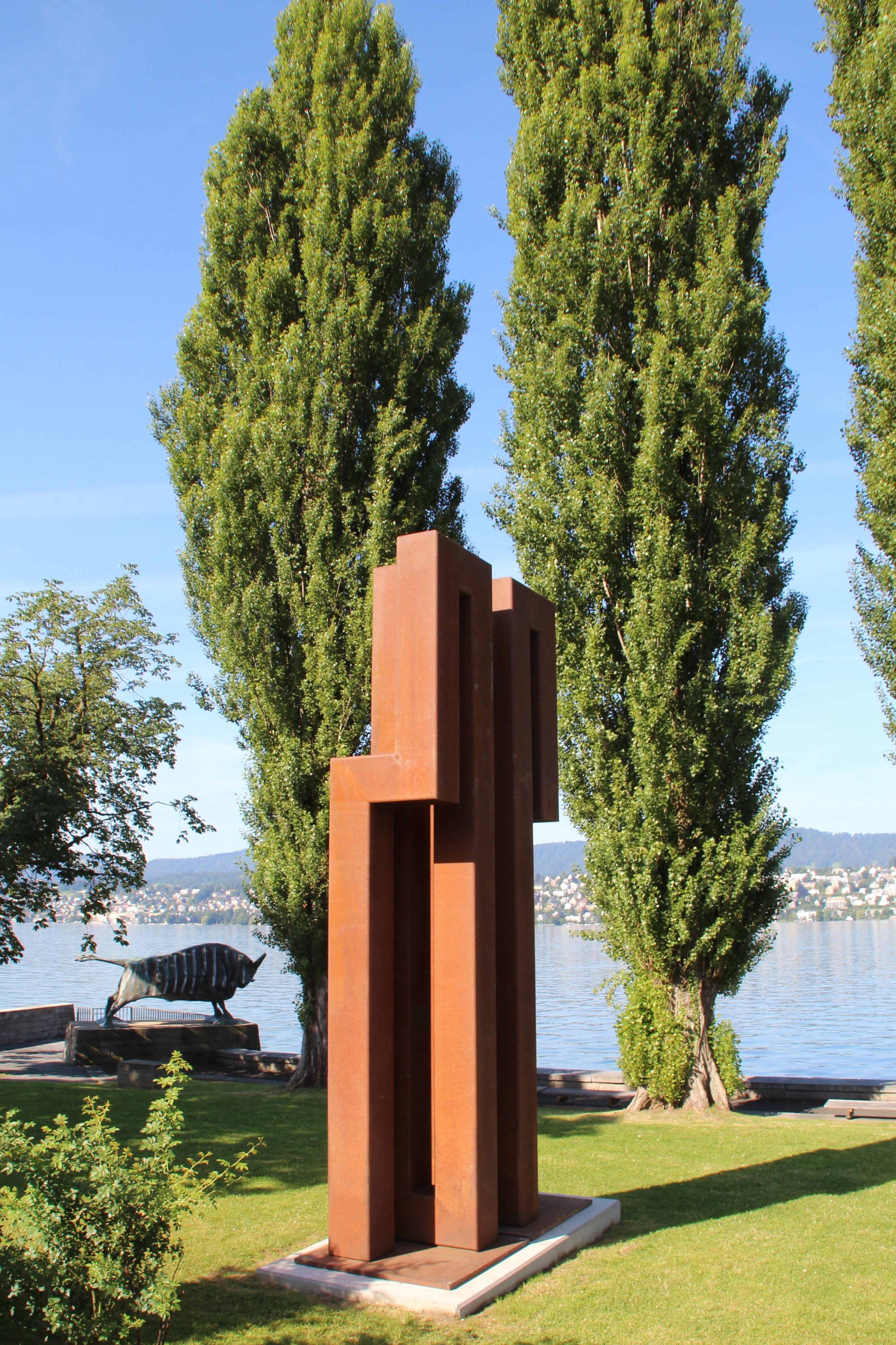
Stahlbau 400 von James Licini.